# Олександрове
Олександро́ве — село у Зарічненській селищній громаді Вараського району Рівненської області України.
Населення станом на 1 січня 2007 року становить 481 чол.
В селі є школа ІІ ступеня (Директор школи Полюхович Інна Василівна), фельдшерсько-акушерський пункт, сільський клуб, бібліотека, церква св. Георгія Побідоносця, 3 магазини та 1 крамниця: магазин «Надія», магазин «Ольга», магазин «Ясен» та державна крамниця «Продукти», Олександрівське лісництво ДП Зарічненського лісгоспу (Ліснича — Відмінник лісового господарства Полюхович Тетяна Степанівна).

## Історія
1936 року в селі заснована школа. У міжвоєнний період у селі працювала бібліотека загальної школи, яка у 1937 році мала 91 книгу. Книги належали організації «Polska Macierz Szkolna» («Польська шкільна матиця»).
Радянська влада встановлена в селі у вересні 1939 року. Було створено волосний виконавчий комітет. Ініціаторами його створення були: Музичко Б. Й., Шкода П. Центр був розташований в селі Вичівка. Першим комсомольцем був Полюхович Степан Сильвестрович.
До німецько-радянської війни не було створено ні колгоспів, ні радгоспів, велась класова боротьба із заможним селянством. Великих боїв під час війни в селі не було, пройшли карателі, які винищили активістів села.
Село було відвойовано 23 березня 1944 року. Деякі жителі села брали участь у партизанському загоні ім. Ворошилова (про ці події описано в книгах «Народні месники» та «Шляхи нескорених».
Відомо, що першим культпрацівником була Волховська Люба Олександрівна. Бібліотека була відкрита в селі Олександрово в 1954 році.

## Населення
Згідно з переписом УРСР 1989 року чисельність наявного населення села становила 530 осіб, з яких 266 чоловіків та 264 жінки.
За переписом населення України 2001 року в селі мешкала 481 особа.

### Мова
Розподіл населення за рідною мовою за даними перепису 2001 року:
| Мова       | Відсоток |
| ---------- | -------- |
| українська | 98,96 %  |
| російська  | 0,83 %   |
| білоруська | 0,21 %   |